# Аяуаска
Аяуаска е широко използвано кечуа название с две свързани, но различни значения:
1. амазонска гигантска лиана, най-често Banisteriopsis caapi, растяща в джунглата и съдържаща няколко харминови алкалоиди, и
2. сложни от фармакологична гледна точка психоактивни настойки, приготвени от нея за шамански, знахарски или религиозни цели. Части от лианата се мацерират и сваряват самостоятелно или с листа от други растения, между които Psychotria viridis („чакруна“ на кечуа) или Diplopterys cabrerana (наричано също „чакропанга“). Получената напитка съдържа МАО-инхибиращи харминови алкалоиди и халюциногенния алкалоид N,N-диметилтриптамин (ДМТ), психеделик, който действа орално, само когато е съчетан с МАО инхибитор. Харминовите алкалоиди в Banisteriopsis caapi служат като МАО инхибитори в аяуаската.

Аяуаската е известна със способността си да предизвиква силни ефекти, водещи до усещане за промяна на съзнанието с цел пречистване от всички негативни енергии и достигане на реално познание на вечната природа на душата и околния свят. Аяуаската е южноамериканска отвара, за която се твърди, че има силен духовен ефект и удивителни физически лечебни свойства.
На запад в подобни напитки понякога растението се заменя с други растителни източници като зърнеш (Peganum harmala) или други растения, съдържащи харминови алкалоиди, но самата лиана винаги играе основна роля при традиционната употреба.

## Токсичност
Токсикологичното изследване на вътрешни органи, получени от аутопсия на 25-годишен мъж, починал в САЩ след употреба на аяуаска, показва следното съдържание на субстанции:
| Субстанция                 | Концентрация във вътрешните органи | Концентрация във вътрешните органи | Концентрация във вътрешните органи | Концентрация във вътрешните органи | Концентрация във вътрешните органи | Концентрация във вътрешните органи | Концентрация във вътрешните органи | Концентрация във вътрешните органи |
| Субстанция                 | Кръв                               | Кръв                               | Стомах                             | Жлъчка                             | Мозък                              | Бъбрек                             | Черен дроб                         | Урина                              |
| Субстанция                 | в сърцето                          | периферна                          | Стомах                             | Жлъчка                             | Мозък                              | Бъбрек                             | Черен дроб                         | Урина                              |
| Субстанция                 | (mg/L)                             | (mg/t)                             | (mg/t)                             | (mg/L)                             | (mg/kg)                            | (mg/kg)                            | (mg/kg)                            | (rag/L)                            |
| Диметилтриптамин           | 0.02                               | 0.01                               | 3.3                                | 0.57                               | —                                  | —                                  | —                                  | 0.89                               |
| 5-метокси-диметилтриптамин | 1.88                               | 1.20                               | 201.6                              | 9.81                               | 0.15                               | 22.8                               | 16.38                              | 9.59                               |
| Тетрахидрохармин           | 0.38                               | 0.24                               | 12.5                               | 4.78                               | 0.43                               | 6.89                               | 13.24                              | 6.02                               |
| Хармалин                   | 0.07                               | 0.04                               | 6.4                                | 0.41                               | 0.04                               | 2.24                               | 3.6                                | 2.26                               |
| Хармин                     | 0.17                               | 0.08                               | 121.9                              | 1.64                               | 0.16                               | 0.74                               | 2.31                               | 1.15                               |